# Черткоев, Гурам Гивиевич
Гурам Гивиевич Черткоев (род. 1957, Тбилиси) — советский самбист, дзюдоист, борец классического и вольного стилей, призёр чемпионатов СССР по самбо, обладатель Кубка СССР по самбо, чемпион Европы и мира по самбо, Заслуженный мастер спорта СССР, тренер.

## Биография
Родился в Тбилиси. В школьные годы начал заниматься классической борьбой. В 1974 году семья переехала в Орджоникидзе. После окончания школы поступил в Харьковское училище МВД. В училище не было секции классической борьбы и Черткоев переключился самбо и дзюдо. После выхода на пенсию работает тренером по смешанным боевым искусствам.

## Спортивные результаты
- Кубок СССР по самбо 1979 года — ;
- Чемпионат СССР по самбо 1981 года — ;
- Чемпионат СССР по самбо 1984 года — ;
- Чемпионат СССР по самбо 1985 года — ;
- Чемпионат СССР по самбо 1987 года — ;
- Чемпионат мира по вольной борьбе 1995 года среди спортсменов старше 35 лет — .